# Sindrome di Edwards
La sindrome di Edwards - nota anche come trisomia 18 (T18) - è una malattia genetica rara caratterizzata dalla presenza di un cromosoma 18 in più nel cariotipo: tre (trisomia) invece che due. Si tratta dunque di un'aneuploidia. Questa condizione è quasi sempre dovuta ad una non disgiunzione durante la meiosi. Essa prende il nome da John Hilton Edwards, che per primo la descrisse nel 1960. È la seconda più comune trisomia autosomica, dopo la sindrome di Down, compatibile con la vita.
La sindrome di Edwards si verifica in circa un caso su 6000 nati vivi e circa l'80% delle persone colpite è di sesso femminile.
La maggior presenza di sindrome di Edwards nelle femmine è probabilmente spiegabile con l'aborto selettivo genetico, questo è dovuto alla maggior probabilità con cui vengono abortiti i feti maschi; come risultato finale si produce una maggior nascita di feti femmine affetti dalla trisomia. La maggior parte dei feti con la sindrome muore prima della nascita. L'incidenza aumenta con l'aumentare dell'età della madre. La sindrome ha un tasso molto basso di sopravvivenza, derivante da anomalie cardiache, malformazioni renali e altri problemi negli organi interni.

## Epidemiologia
La sindrome di Edwards si verifica in circa 1 caso su 6.000 nati vivi, ma più feti concepiti sono colpiti dalla sindrome, poiché la maggior parte dei casi diagnosticati in fase prenatale morirà prima della nascita. Il rischio di avere un figlio affetto dalla sindrome aumenta con l'età della madre. L'età media materna per concepire un bambino con questo disturbo è di 32 anni e ½. La Sindrome di Edwards si presenta in tutte le popolazioni umane, ma è più diffuso nelle prole femminile (per una possibile maggiore incidenza di aborti spontanei tra i maschi affetti).

## Eziologia

Cromosoma 18 umano.

La sindrome di Edwards è un'anomalia cromosomica caratterizzata dalla presenza di una copia extra del materiale genetico del cromosoma 18, sia totalmente (trisomia 18) o parzialmente (ad esempio a causa di una traslocazione). Il cromosoma supplementare solitamente compare prima del concepimento. Gli effetti della copia extra variano molto, a seconda del quantitativo di materiale genetico del cromosoma sovrannumerario.
Un ovulo o uno spermatozoo sani contengono 23 cromosomi singoli che insieme formano una cellula normale del cariotipo umano con 46 cromosomi. Errori numerici possono insorgere in una delle due divisioni della meiosi e causare il fallimento della disgiunzione di una coppia nelle cellule figlie. Ciò si traduce in un cromosoma in più, portando il numero di totale di cromosomi a 24 invece di 23. La fecondazione di un uovo o l'inseminazione di sperma che contiene un extra cromosoma porta al crearsi di una situazione di trisomia, cioè la presenza di tre copie di un cromosoma invece che due.
La trisomia 18 (47,XX,18) è causata da un evento di non disgiunzione meiotica. Con la non disgiunzione, un gamete (vale a dire, uno spermatozoo o una cellula uovo) nasce con una copia extra del cromosoma 18, il gamete ha quindi 24 cromosomi. Quando viene combinato con il gamete normale dall'altro genitore, l'embrione possiederà 47 cromosomi, con tre copie del cromosoma 18.
In una piccola percentuale di casi, circa il 10-15%, solo alcune cellule dell'organismo hanno una copia extra del cromosoma 18, con il risultato che si ha una popolazione mista di cellule con un diverso numero di cromosomi. Tali casi sono a volte chiamati sindrome di Edwards con mosaico genetico. Molto raramente, un pezzo del cromosoma 18 si attacca a un altro cromosoma (traslocazione) prima o dopo il concepimento. Gli individui affetti hanno due copie del cromosoma 18, più materiale extra di un ulteriore cromosoma 18 attaccato ad un altro cromosoma. Con una traslocazione, una persona ha una trisomia parziale per il cromosoma 18 e le anomalie sono spesso meno gravi rispetto alla tipica sindrome di Edwards. La traslocazione si ha nel 5%-10% dei casi.

## Presentazione clinica

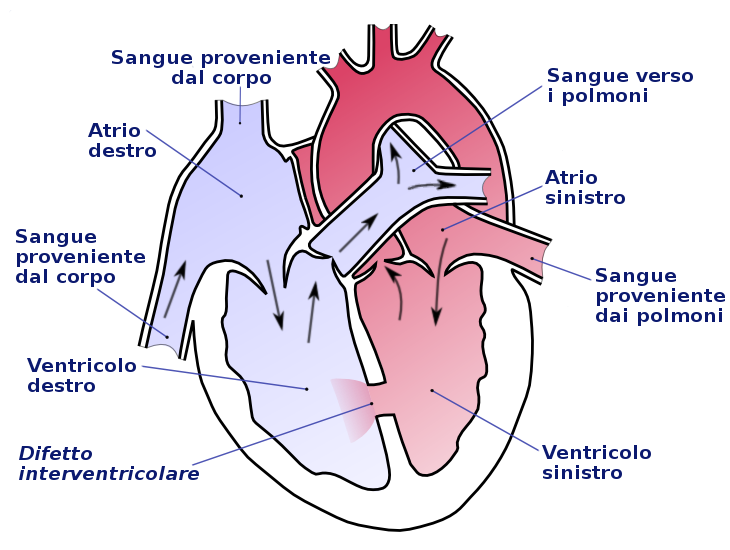
Schema che illustra il difetto interventricolare.

La sindrome si manifesta con malformazioni congenite multiple in quasi tutti gli organi, ciclopia, malformazioni renali, difetti cardiaci strutturali (cioè, difetto del setto ventricolare, difetto interatriale, pervietà del dotto di Botallo), intestino sporgente al di fuori del corpo (onfalocele), atresia esofagea, ritardo mentale, ritardo nello sviluppo, deficit di crescita, difficoltà di alimentazione, difficoltà di respirazione, e artrogriposi (una patologia muscolare che provoca contratture articolari multiple).
Alcune malformazioni fisiche associate alla sindrome di Edwards includono testa piccola (microcefalia), orecchie malformate; mandibola anormalmente piccola (micrognazia), palatoschisi, naso all'insù; stretto pieghe delle palpebre, occhi ampiamente distanziati (ipertelorismo oculare), abbassamento delle palpebre superiori (ptosi), sterno corto, mani serrate, cisti dei plessi corioidei, pugno chiuso con indice sovrapposto al medio (a uncino), piede equino e nei maschi ritenzione dei testicoli.
Nell'utero, le caratteristiche più comuni sono le anomalie cardiache, seguite da quelle del sistema nervoso centrale. L'anomalia intracranica più comune è la presenza di cisti del plesso coroide, sacche di fluido sul cervello. Queste non sono problematiche di per sé, ma la loro presenza può essere un marker per la trisomia 18. A volte si osserva eccesso di liquido amniotico.

## Prognosi
Nel periodo tra il 2008 e il 2009, in Inghilterra e in Galles, vi sono state 495 diagnosi di sindrome di Edwards (trisomia 18), il 92% delle quali sono state formulate prima della nascita. Tra queste, vi sono stati 339 aborti, 49 nati tra morti, aborti e morti fetali, 72 esiti sconosciuti e 35 nati vivi. Poiché si può stimare che circa il 3% dei casi con esiti sconosciuti si sia concluso con una nascita, il numero totale di nati vivi è ritenuto essere di 37 bambini. Le principali cause di morte includono apnea e anomalie cardiache. È impossibile predire una prognosi esatta durante la gravidanza o nel periodo neonatale.
La metà dei bambini con questa condizione non sopravvive oltre la prima settimana di vita. La durata della vita media è di 5-15 giorni. Circa l'8% dei bambini sopravvive per più di 1 anno. L'1% dei bambini vive fino e oltre i 10 anni; ciò generalmente avviene nei casi meno gravi della sindrome di Edwards, ovvero quando vi è un mosaico genetico.

## Terapia
La terapia è solo sintomatica o palliativa. È comunque possibile trattare i difetti cardiaci con opportuni interventi chirurgici.